# Ludwig Linzinger
Ludwig Max Linzinger (* 18. Juni 1860 in München; † 14. Februar 1929 in Linz) war Bildhauer und Altarbauer.
Sein Atelier in Linz lieferte Ende des 19. und Anfang des 20. Jahrhunderts zahlreiche Kirchenausstattungen in Österreich-Ungarn bzw. war an vielen Restaurierungen beteiligt.

## Leben und Wirken
Der Sohn eines Lithographen bzw. Gendarmerie-Wachmeisters trat nach dem Besuch eines Gymnasiums und der Lehre beim Bildhauer Johann B. Wirth und Joseph Rheingruber in München, wo er die Gelegenheit hatte, gotische Plastiken speziell aus Franken zu kopieren, am 26. Oktober 1878 in die Akademie der Bildenden Künste München in die Bildhauerschule von Joseph Knabl ein. Er arbeitete wegen Geldknappheit als Gehilfe und Mitarbeiter u. a. in München, Regensburg, Augsburg, Amberg und Mainz sowie 1889 auch in Linz, zunächst als Werkführer bei K. Maurer, und machte sich 1890 mit einem Atelier selbständig.
Das durch verschiedene Mitarbeiter (J. Furthner, F. Gedon, M. Rauscher) erweiterte leistungsfähige Unternehmen erstellte zahlreiche Kirchenausstattungen, nahm viele Restaurierungen vor und lieferte plastische Arbeiten in alle Kronländer, teilweise auch nach Übersee. Manche Kreuzwegstationen wirkten sehr schablonenhaft, bei anderen Werken gelang die Anpassung an den spätbarocken und neugotischen Stil. Durch die Kirchenumgestaltungen ab der zweiten Hälfte des 20. Jahrhunderts verschwand ein Großteil der von Linzinger geschaffenen Werke aus den Kirchen.
Linzinger war bei seinem Tod zuständig nach Linz und damit österreichischer Staatsbürger.

## Werke

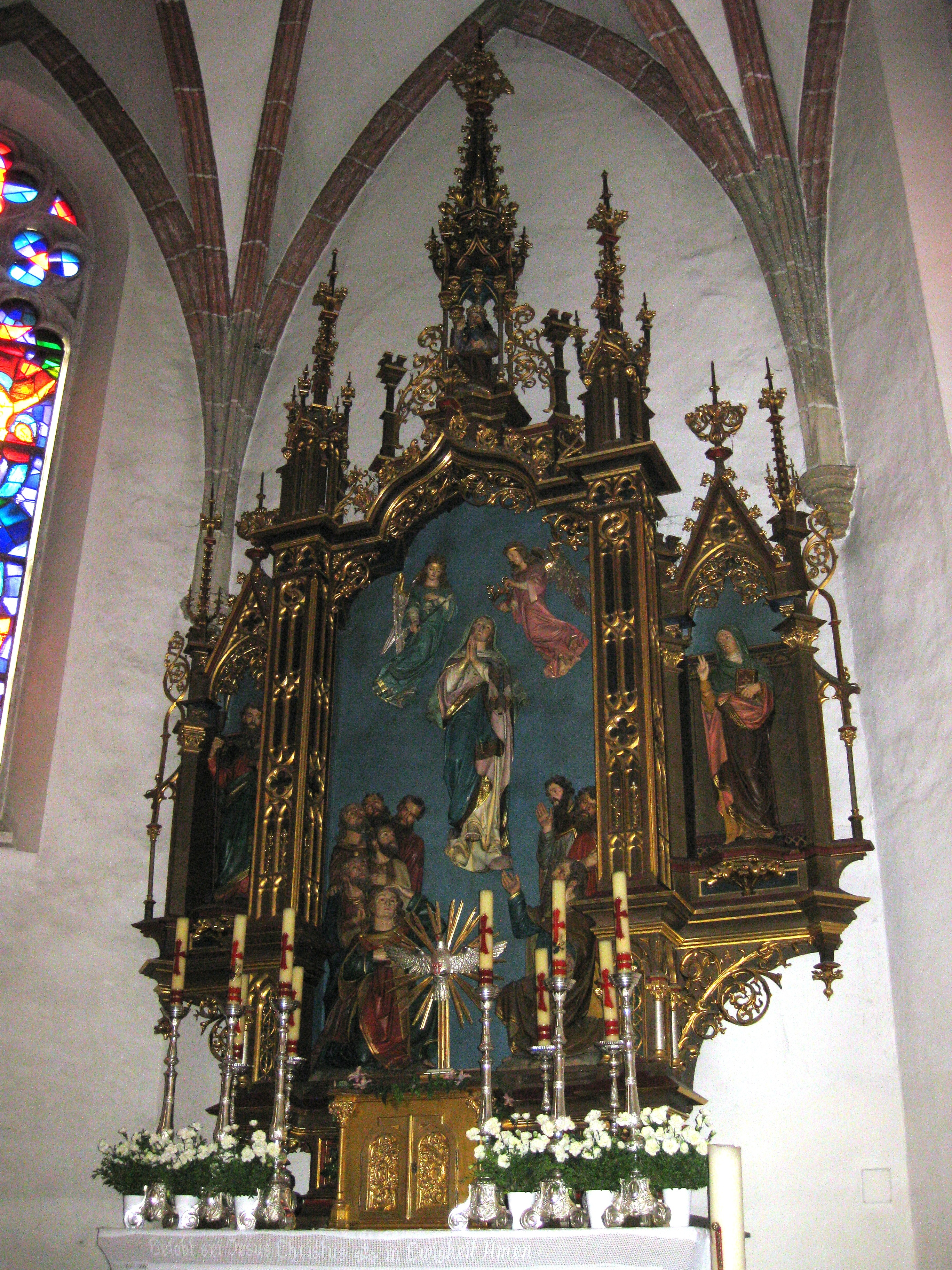
Neogotischer Hochaltar in der Pfarrkirche St. Marienkirchen bei Schärding (Weihe 1895)

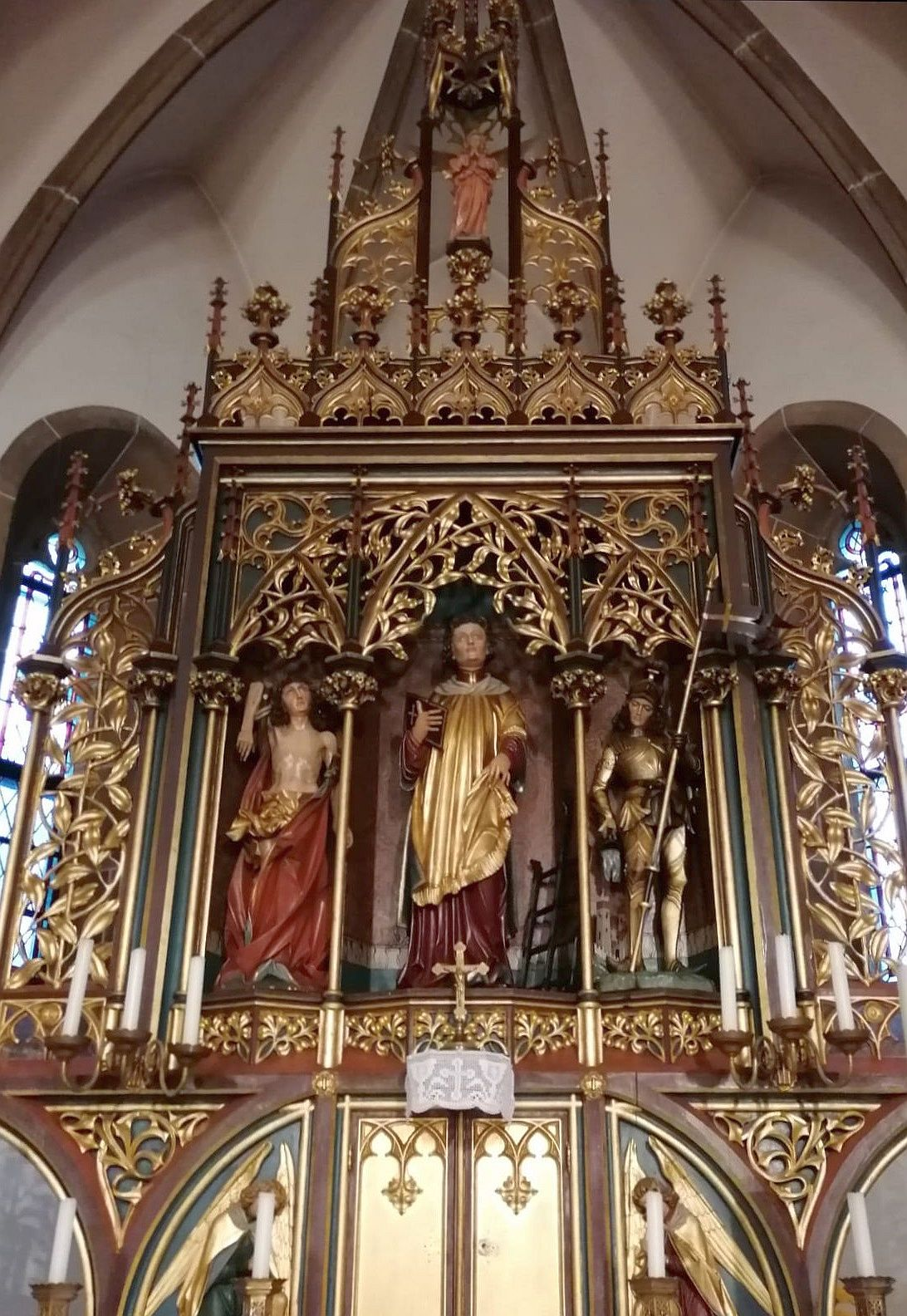
Neogotischer Hochaltar in der Pfarrkirche Hauskirchen (1900)

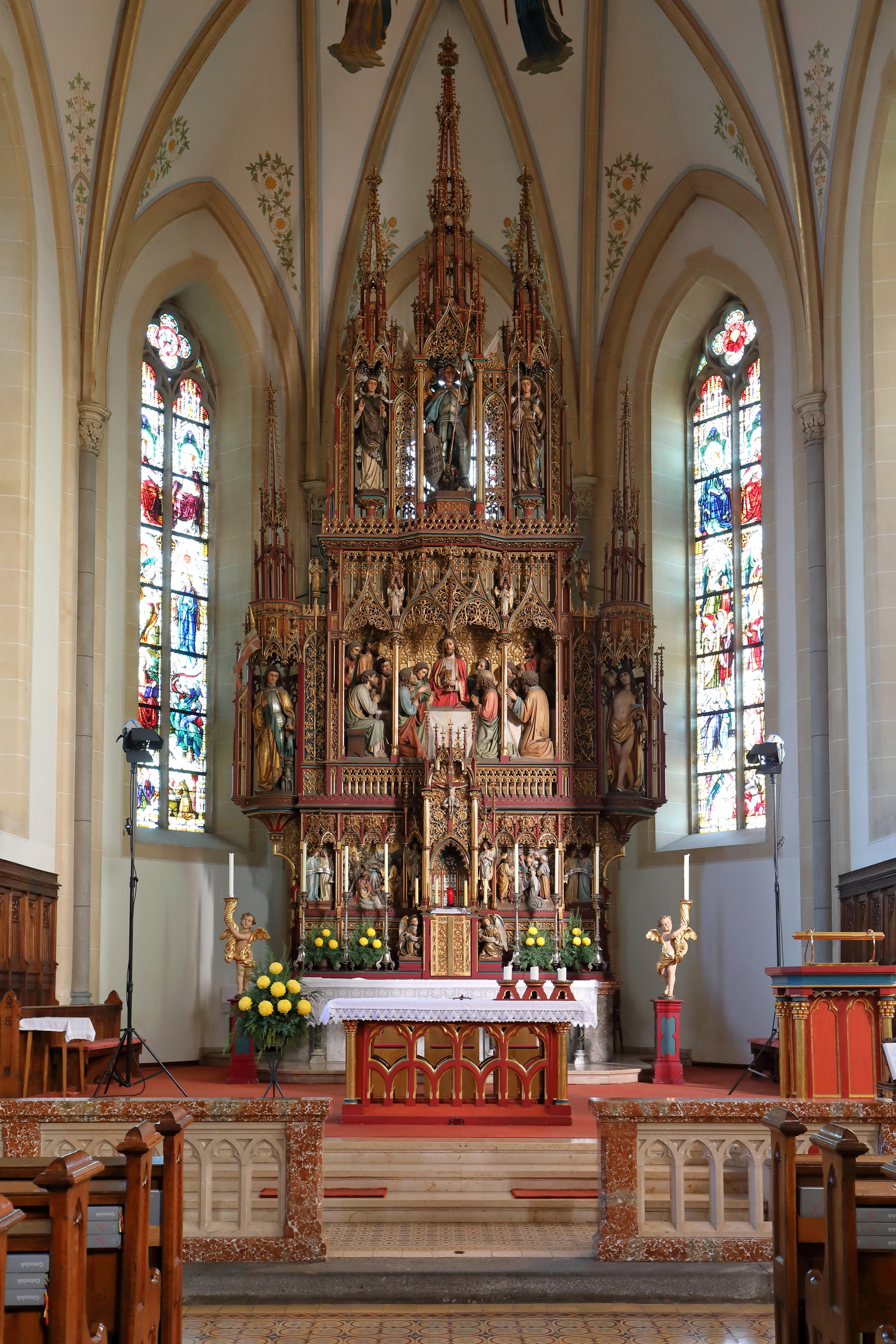
Neogotischer Hochaltar in der Stadtpfarrkirche von Schwanenstadt (um 1903)

- Pfarrkirche Mönchdorf: Figuren aus 1886, 1894. 1896.
- Pfarrkirche Taufkirchen an der Pram: Flügelaltar im neugotischen Stil (1890–1892)
- Pfarrkirche St. Marienkirchen bei Schärding: Hochaltar im neugotischen Stil (1893–1895)
- Stadtpfarrkirche Linz: Orgelgehäuse (1894)
- Pfarrkirche Bad Zell: Marienaltar (1892), Florianaltar (1895), Kreuzweg (1907), Orgelgehäuse (1902)
- Pfarrkirche Harmanschlag: Altäre und Kanzel (1895)
- Minoritenkirche in Linz: Madonna, Hl. Joseph, Fassadenplastiken, spätbarocker Tabernakel am Hochaltar (1895)
- Pfarrkirche Lackenhof: Statue Madonna am Marienaltar (1895)
- Votivkapelle auf dem Pöstlingberg: Altar (1897)
- Maria-Empfängnis-Dom in Linz: Hl. Grab (1897), Pilgermadonna (1900), Chorgestühl (1902), Kanzel (1905), Türen (1923)
- Herz-Jesu-Kirche (Linz): Krippenfiguren (1899)
- Pfarrkirche Pyhra bei St. Pölten: Hochaltar (1900)
- Pfarrkirche Hauskirchen: Hoch- und Seitenaltar (1900), Kreuzweg (1905)
- Pfarrkirche Kleinmünchen: Hochaltar (1911/1918)
- Pfarrkirche Bachmanning: Hochaltaraufsatz und Plastiken Hl. Benedikt, Hl. Adalbero (1911)
- Pfarrkirche Schwanenstadt: Gesamte Kirchenausstattung (1903)
- Votivkirche (Wien): Orgel (1904)
- Pfarrkirche Arbing: Gesamte Kirchenausstattung (1904)
- Pfarrkirche Sierning: Gesamte Kirchenausstattung (1904)
- Pfarrkirche Kopfing: Gesamte Kirchenausstattung (1905)
- Wallfahrtskirche Frauenberg an der Enns: Session (1908), 2018 aus der Pfarrkirche Bad Zell übertragen.
- Pfarrkirche Steinbach am Attersee: Gesamte Kirchenausstattung (1905)
- Pfarrkirche St. Georgen bei Grieskirchen: Gesamte Kirchenausstattung (1906)
- Pfarrkirche Wolfsbach (NÖ): Gesamte Kirchenausstattung (1908)
- Pfarrkirche Reichenthal: Kanzel (1895/96), Gesamte Kirchenausstattung (1911)
- Stephansdom in Wien: Leopoldaltar (1903 oder 1905)[4]
- Pfarrkirche Enns-St. Marien: Altar der Wallseerkapelle (1907)
- Stift Seitenstetten: zahlreiche Restaurierungen z. B. aller Holzarbeiten (1914)
- Pfarrkirche St. Peter in der Au: Secessionistische Kanzel (1914)